# Rätzlingen
Rätzlingen è un comune di 487 abitanti della Bassa Sassonia, in Germania.
Appartiene al circondario (Landkreis) di Uelzen (targa UE) ed è parte della comunità amministrativa (Samtgemeinde) di Rosche.